# Yibin Caiba Airport
Yibin Caiba Airport är en flygplats i Kina. Den ligger i provinsen Sichuan, i den sydvästra delen av landet, omkring 210 kilometer söder om provinshuvudstaden Chengdu. Yibin Caiba Airport ligger 279 meter över havet.
Runt Yibin Caiba Airport är det tätbefolkat, med 397 invånare per kvadratkilometer. Närmaste större samhälle är Yibin, 8,0 km sydost om Yibin Caiba Airport. Runt Yibin Caiba Airport är det i huvudsak tätbebyggt.
Genomsnittlig årsnederbörd är 1 384 millimeter. Den regnigaste månaden är juli, med i genomsnitt 249 mm nederbörd, och den torraste är december, med 22 mm nederbörd.